# Adenanthos acanthophyllus
Adenanthos acanthophyllus är en tvåhjärtbladig växtart som beskrevs av Edward George. Adenanthos acanthophyllus ingår i släktet Adenanthos och familjen Proteaceae. Inga underarter finns listade i Catalogue of Life.